# 哈伊勒地區岩畫
28°0′38″N 40°54′47″E / 28.01056°N 40.91306°E
哈伊勒地區岩畫（羅馬化：al-funūn al-ṣakhrīyah fī minṭaqat Ḥāʾil），或稱「哈伊勒省岩畫」，為沙特阿拉伯北部哈伊勒省兩處岩畫考古遺址的合稱，沙國2014年1月以「沙烏地阿拉伯哈伊勒地區岩畫」名稱申請世界遺產，2015年於第39屆世界遺產委員會會議通過，為該國第四個世界遺產。此兩處遺址有數千幅岩畫與文字銘刻，年代從新石器时代至铁器时代，跨度約一萬年（1.2萬年前至1,500年前）。

## 遺址描述
哈伊勒地區岩畫由兩個項目組成：位於朱拜的烏姆·辛曼山（Jabal Umm Sinman）以及位於舒偉米斯（Shuwaymis）的馬喬山與拉特山（Jabal al-Manjor and Jabal Raat）。此地有沙烏地阿拉伯規模最大且種類最豐富的岩畫群，從全新世诺斯格瑞比期開始的沙漠化，改變了當地環境和人類生活模式，這些變化表現在大量的岩畫與文字銘刻。此遺產的特質包括大量的岩畫、文字銘刻、考古特徵以及環境背景。
烏姆·辛曼山位於哈伊勒省首府哈伊勒西北90公里處，此地過去曾有大型淡水湖，但現已乾涸。馬喬山與拉特山位於哈伊勒以南250公里處，在有河流的山谷中，有大量的岩畫。此地岩畫展現了最早的家犬形象，岩畫上出現連接人與狗的線條，這些線條很可能是皮帶，有8,000—9,000年歷史。
當地的岩畫有5431幅含有古代阿拉伯民族賽莫德人的賽莫德文字，岩畫的內容可分為4個時期：新石器时代（1.2萬年前至7,000年前）、銅器與石器並用時代（6,500年前至4,500年前）、青铜时代（4,500年前至2,500年前），以及铁器时代（2,500年前至1,500年前）。新石器時代岩畫尺寸接近實物大小，雕刻動物、公牛或母牛的圖案，這個時期的岩畫並沒有在阿拉伯半岛其他地區發現，因此可以稱此地為阿拉伯半島古文明的搖籃；銅器與石器並用時代岩畫中，動物和人物形象變得更小巧，有三角形和圓錐形的動物形象，以及很大的犄角；青銅時代岩畫使用各種幾何裝飾，如腳印、棕櫚葉、骆驼的形象，圖畫大多以輪廓為主；鐵器時代顯示自然環境逐漸變得乾燥炎熱，幾何符號大量出現，岩畫的主題以駱駝為主。

### 岩畫發現歷史
有文獻記載最早對於烏姆·辛曼山的岩畫進行觀察的人，為英國人安妮·布朗特與她的夫婿威尔弗里德·布朗特，他們在1878年12月至1879年3月間為了尋找阿拉伯種馬，從大马士革出發，途經哈伊勒至巴格达，在途中紀錄了雕刻在岩石上之瞪羚、駱駝和馬匹的岩畫，以及一些刻在石頭上的文字銘刻。隨後，1883年至1884年間，德國人朱利爾斯·尤廷與他的夥伴查爾斯·胡伯（Charles Huber）依照布朗特夫婦的路線進行探索，記錄了許多該地區地形、考古和文字銘刻的細節，而後陸續有許多探險家紀錄了該地區的岩畫。1976年至1981年間，沙烏地阿拉伯政府首度對於該國岩畫遺址進行大規模考古調查，烏姆·辛曼山為其中調查的地點之一，此次調查對各遺址中的岩畫繪製成記錄檔案，並分析其中的意義。
馬喬山與拉特山岩畫位於偏遠地區，2001年3月在偶然機會下，由一名放牧駱駝的貝都因人發現，牧民告訴舒偉米斯鎮上的一位教師這件事，教師隨後向政府報告，沙國政府派遣考古顧問馬吉德·汗（Majeed Khan）前往，證實該地區有許多岩畫。

### 保護措施
沙烏地阿拉伯1972年M/26號皇家法令，以及2008年部長會議第78號決議通過遺產保護法規。哈伊勒省旅遊與古蹟委員會負責保護和管理岩畫、碑文和考古遺址。另外，考慮該遺址的長期發展，還制定了旅遊發展計畫，提供旅遊景點管理方針。

## 申遺過程與世界遺產登錄
哈伊勒地區岩畫於2012年9月被列入沙烏地阿拉伯世界遺產預備名單:57，2014年1月提名申請為世界遺產。諮詢機構國際文化紀念物與歷史場所委員會（ICOMOS）針對申請文化遺產項目實地調查後，認為該遺產已符合世界遺產的登錄標準，但建議降低附近設施對景觀的影響，並重新考慮緩衝區的範圍，建議的結果為「補充資訊」（Refer）:63-64:248-249。
第39屆世界遺產委員會會議2015年6月至7月於德国波恩召開，會中黎巴嫩強烈主張將其列入名錄，理由是其「突出的普遍價值」已得到認可，且設立緩衝區並非強制性要求，此外沙烏地阿拉伯表示已針對ICOMOS意見修改緩衝區範圍:248-250，最後該項目經大會通過，成為該國第四個世界遺產，編號為1472號，登錄名稱為「沙烏地阿拉伯哈伊勒地區岩畫」（英語：Rock Art in the Hail Region of Saudi Arabia）。
该世界遗产被认为满足世界遺產登錄基準中的以下基準而予以登錄：
- （i）表现人类创造力的经典之作。
- （iii）呈现有关现存或者已经消失的文化传统、文明的独特或稀有之证据。

世界遺產1472號登錄地點有2處，內容如下：
| 世界遺產編號 | 名稱                                             | 位置                 | 保護區域    | 緩衝區域    |
| ------------ | ------------------------------------------------ | -------------------- | ----------- | ----------- |
| 1472-001     | 烏姆·辛曼山（Jabal Umm Sinman）                  | 28°0'38"N 40°54'47"E | 1,783.9公頃 | 1,951公頃   |
| 1472-002     | 馬喬山與拉特山（Jabal al-Manjor and Jabal Raat） | 26°9'13"N 39°53'30"E | 259.9公頃   | 1,658.5公頃 |

## 注解
1. ↑  此條目講述沙烏地阿拉伯的世界遺產項目，哈伊勒省有多處岩畫遺址，但僅有兩處列入世界遺產範圍[1]